# Christian Nyeborg
Christian Nyeborg (1774 – september 1827) var en dansk oboist ansat i Det Kongelige Kapel.
Ved sin død synes han at have været ugift.